# Mobike
Mobike (Cinese semplificato: 摩拜单车, Mo-bai bicycle) conosciuta anche come Meituanbike è un'impresa cinese fondata e di proprietà di Beijing Mobike Technology Co., Ltd. (Cinese Semplificato: 北京摩拜科技有限公司), che offre un servizio di bike sharing a flusso libero senza l'uso di stalli per il parcheggio. Ha sede in Cina, ma opera in tutto il mondo, ed è il più grande operatore al mondo in questo settore. A seguito dell'introduzione di Mobike, da dicembre 2016, Shanghai è la città con la più grande rete di bike sharing al mondo. A giugno 2017 Mobike ha raccolto 600 milioni di dollari di fondi Series E messi a disposizione dalla cinese Tencent, portando la raccolta fondi nel 2017 a quasi a 1 miliardo di dollari. Nello stesso mese la compagnia è stata valutata 3 miliardi di dollari.
Nell'aprile 2018 Mobike è stata acquistata dalla compagnia Cinese Meituan-Dianping per 2,7 miliardi di dollari. Nell'agosto 2018 Mobike ha lanciato la sua prima bici elettrica a pedalata assistita.

## Copertura

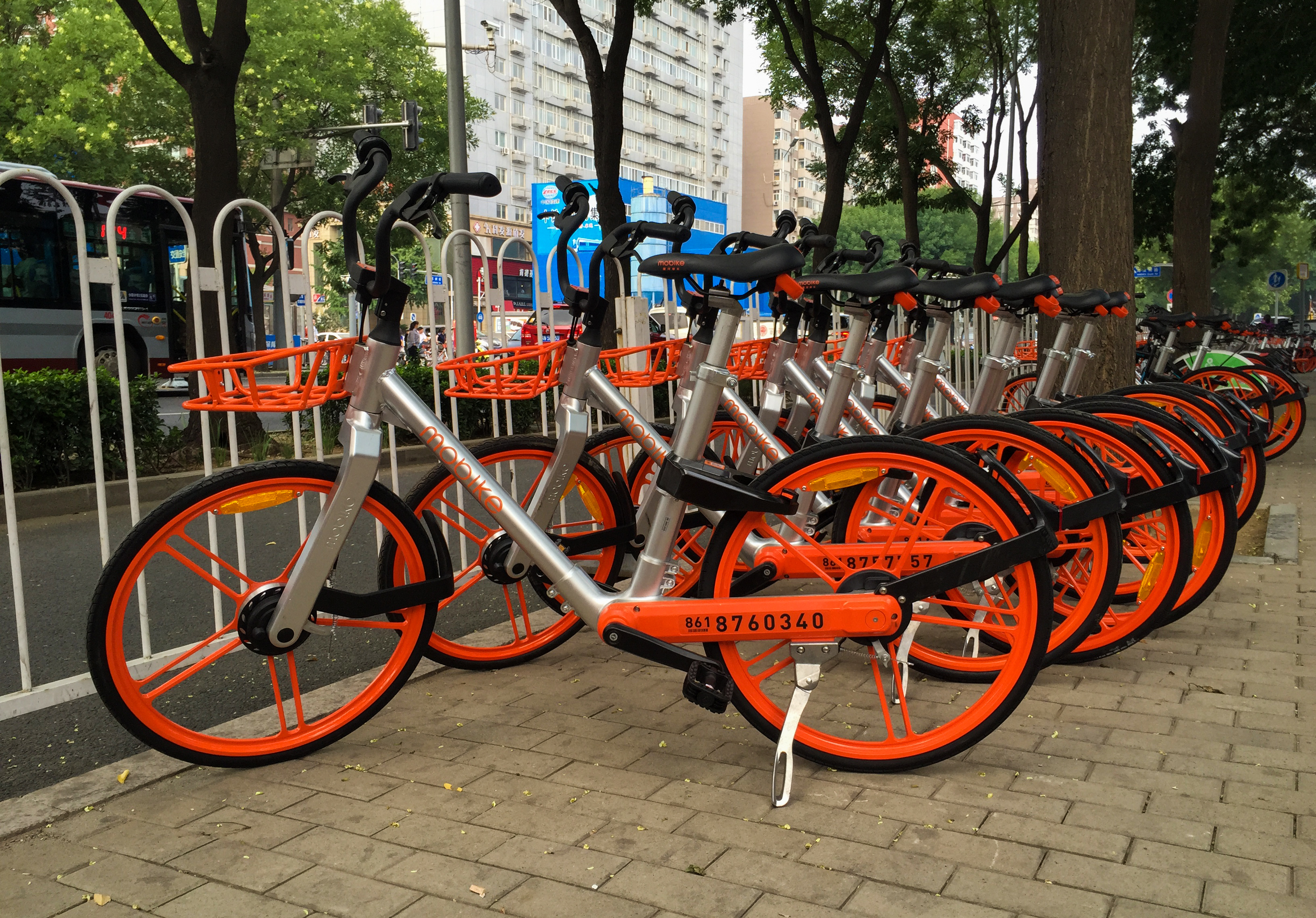
Una flotta di bici Mobike a Pechino

Mobike opera in oltre 200 città nel mondo tra circa 19 paesi.

### Asia, Oceania e America
Il servizio è attivo in Cina, nelle città di Pechino, Shanghai, Guangzhou, Shenzhen, Chengdu, Ningbo, Xiamen, Foshan, Zhuhai, Changsha, Hefei, Shantou, Haikou, Deyang, Nanning, Guiyang, Xi'an, Wenzhou, Wuhan e nelle città di Città del Messico e Santiago del Cile. Inoltre è in funzione in Giappone, Thailandia, Australia ed Israele.

### Europa
Nell'estate 2017 dopo aver lanciato il servizio in Inghilterra, Mobike ha esteso le operazioni in Italia, Spagna, Germania, Paesi Bassi e Francia. Mentre dall’8 giugno 2018 il servizio viene reso disponibile anche nella città di Tirana, rendendola la prima città dei Balcani ad offrire un servizio di bike sharing a flusso libero.
| Stato       | Città                   | Data di avvio     |
| ----------- | ----------------------- | ----------------- |
| Cina        | Pechino                 |                   |
| Cina        | Shanghai                |                   |
| Cina        | Hangzhou                |                   |
| Cina        | Shenzhen                |                   |
| Cina        | Chengdu                 |                   |
| Cina        | Ningbo                  |                   |
| Cina        | Xiamen                  |                   |
| Cina        | Foshan                  |                   |
| Cina        | Zhuhai                  |                   |
| Cina        | Changsha                |                   |
| Cina        | Hefei                   |                   |
| Cina        | Shantou                 |                   |
| Cina        | Haikou                  |                   |
| Cina        | Deyang                  |                   |
| Cina        | Nanning                 |                   |
| Cina        | Guiyang                 |                   |
| Cina        | Lanzhou                 |                   |
| Cina        | Wenzhou                 |                   |
| Cina        | Wuhan                   |                   |
| Singapore   | Singapore               | marzo 2017        |
| Regno Unito | Manchester              | 2017              |
| Regno Unito | Londra                  | 2017              |
| Italia      | Firenze                 | luglio 2017       |
| Italia      | Milano                  | agosto 2017       |
| Italia      | Torino                  | novembre 2017     |
| Italia      | Bergamo                 | novembre 2017     |
| Italia      | Pesaro                  | marzo 2018        |
| Italia      | Mantova                 | 9 marzo 2018      |
| Italia      | Reggio nell'Emilia      | 3 maggio 2018     |
| Italia      | Bologna                 | 18 giugno 2018    |
| Italia      | Imola                   | 21 dicembre 2020  |
| Italia      | Padova                  | 6 maggio 2019     |
| Italia      | Santa Margherita Ligure | 1º luglio 2021    |
| Italia      | Ferrara                 | 22 maggio 2019    |
| Italia      | Lignano Sabbiadoro      | 12 agosto 2019    |
| Italia      | Caorle                  | 13 settembre 2019 |
| Italia      | Venezia                 | 12 giugno 2020    |
| Albania     | Tirana                  | 8 giugno 2018     |
| Francia     | Parigi                  |                   |
| Germania    | Berlino                 |                   |